# L'Ingénieux Attentat
Pour plus de détails, voir Fiche technique et Distribution.
L'Ingénieux Attentat est un film muet français réalisé par Louis Gasnier et sorti en 1910.

## Synopsis
Max (Max Linder) et son frère Serge (Abel Gance) aimeraient bien avoir un peu d'argent de poche pour sortir faire la fête. Max demande donc à son père, qui refuse. Les deux frères imaginent alors un ingénieux stratagème pour parvenir à leurs fins ...

## Fiche technique
- Titre : L'Ingénieux Attentat
- Réalisation : Louis Gasnier
- Scénario :  Max Linder
- Photographie :
- Montage :
- Musique :
- Producteur :
- Société de production : Pathé Frères
- Société de distribution : Pathé Frères
- Pays d'origine :  France
- Langue : film muet avec les intertitres en français
- Format : Noir et blanc — 35 mm — 1,33:1 — Muet
- Genre : Comédie
- Métrage : 130 mètres
- Durée : 5 minutes
- Dates de sortie :
  - France : 20 avril 1910
  - États-Unis : 17 juin 1910

## Distribution
- Max Linder : Max
- Abel Gance : Serge
- André Urban

## À noter
- Abel Gance interprète le rôle de Serge[1] — le frère de Max (Max Linder).